# チャグアル空港
チャグアル空港（Chagual Airport、(ICAO: SPGL)）は、ペルーのラ・リベルタ県に位置する空港。滑走路はマラニョン川の深い峡谷の先にある。
1205メートルの滑走路には、北西端にある300メートルにわたってDisplaced thresholdがある。